# Зарлуи-Главный
Зарлуи-Главный (нем. Saarlouis Hauptbahnhof) — единственный железнодорожный вокзал в городской зоне района Зарлуи. Он расположен на Саарском маршруте между Триром и Саарбрюккеном в городском районе Роден, примерно в 1 км к северу от центра города Зарлуи.

## История

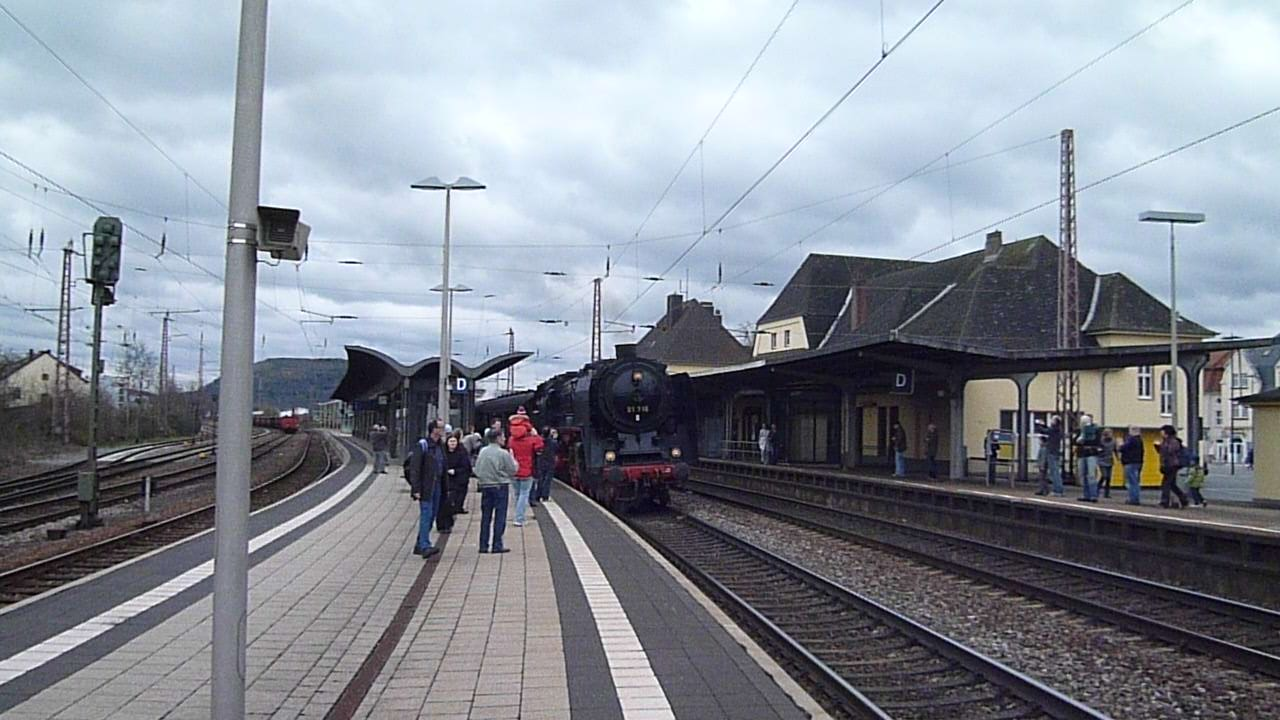
BR 01 118 направляется в сторону Диллингена

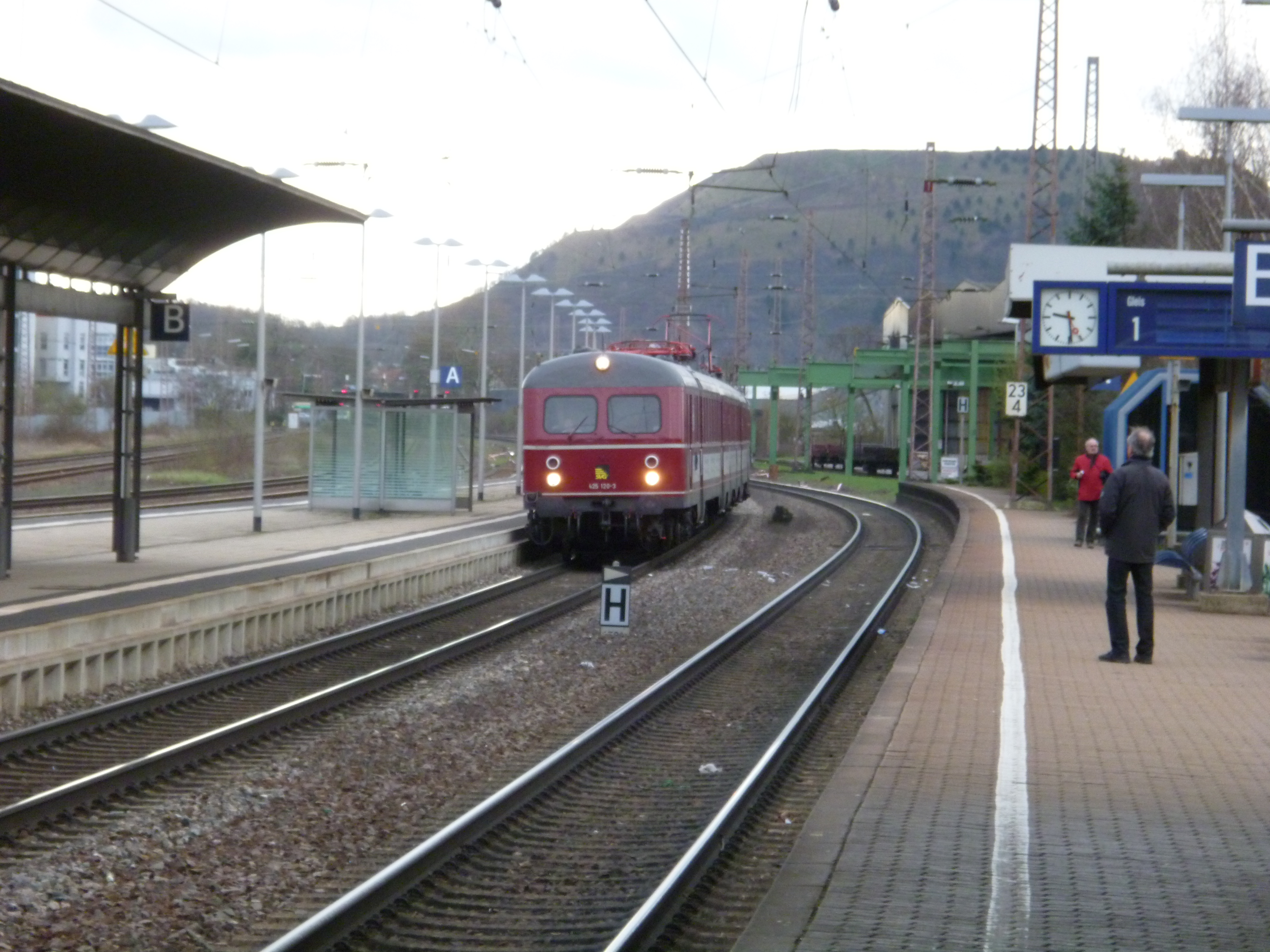
ET 25 приезжает со стороны Энсдорфа

Первый вокзал на территории нынешнего города Зарлуи построенный в ходе строительства Саарской линии был открыт 18 декабря 1858 года во Фраулаутерне. Зарлуи был отрезан от железнодорожного сообщения, что препятствовало экономическому развитию и «отбрасывало» город назад. Первоначально это привело к строительству трамвайных и небольших железных дорог в районе Зарлуи. Кроме того, город провел кампанию за строительство нового железнодорожного вокзала и сообщил о постройке железнодорожного вокзала в городском районе Роден. Открытие железнодорожного вокзала Зарлуи на его нынешнем месте произошло 19 декабря 1912 года. До 1945 года вокзал назывался «Саарлаутерн», а в ноябре 1945 года он был переименован в «Зарлуи». С середины 1960-х годов вокзал был подключен к электрической сети Федеральной железной дороги Германии после того, как он был переименован в «Зарлуи-Главный». Поезда типа ИнтерРегио также останавливались в Зарлуи до 2002 года, с тех пор станция обслуживалась только региональными поездами, так как поезда дальнего следования больше не ходят по Саарскому маршруту.

## Инфраструктура

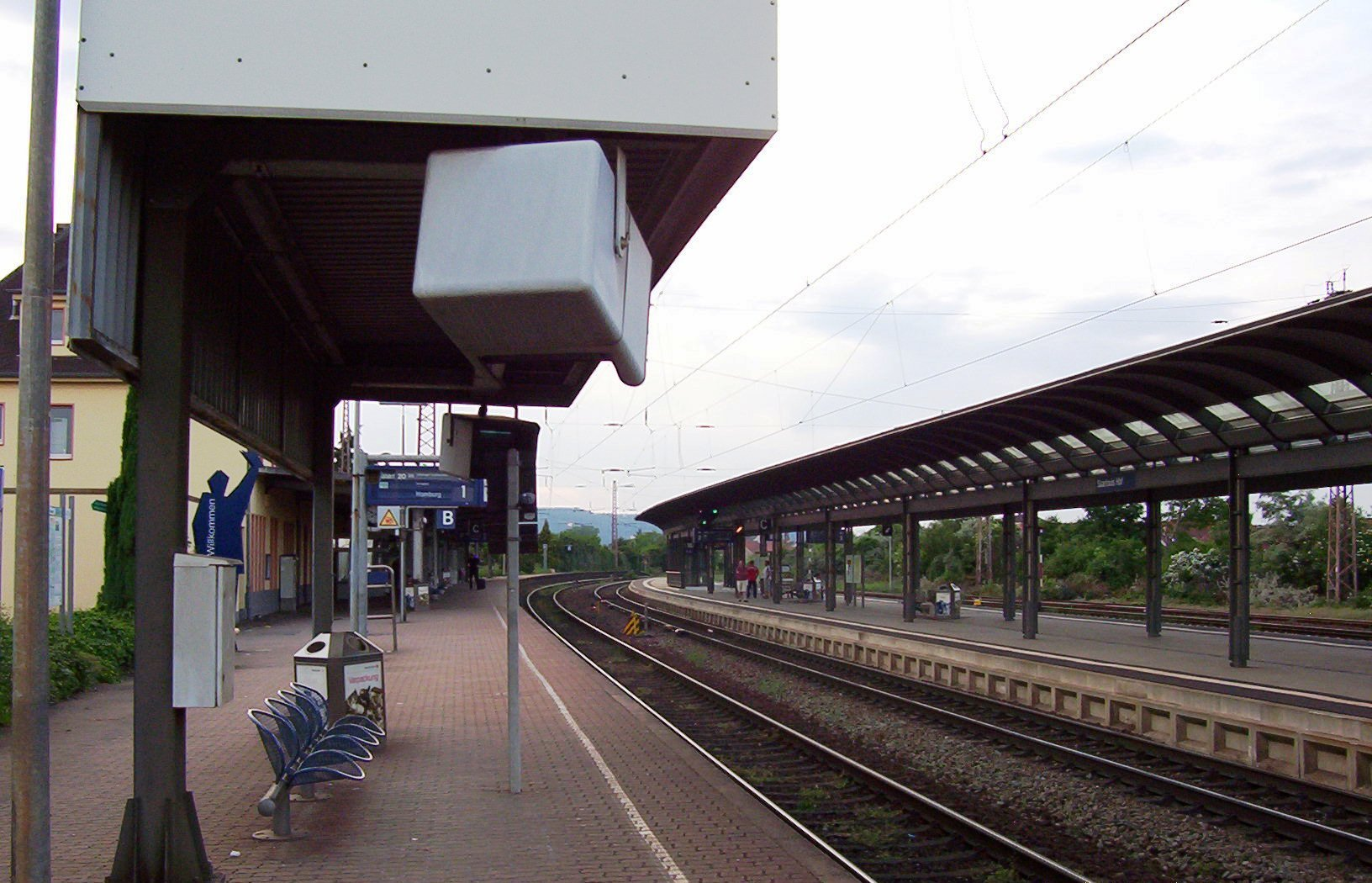
Вид на платформы в сторону Диллингена

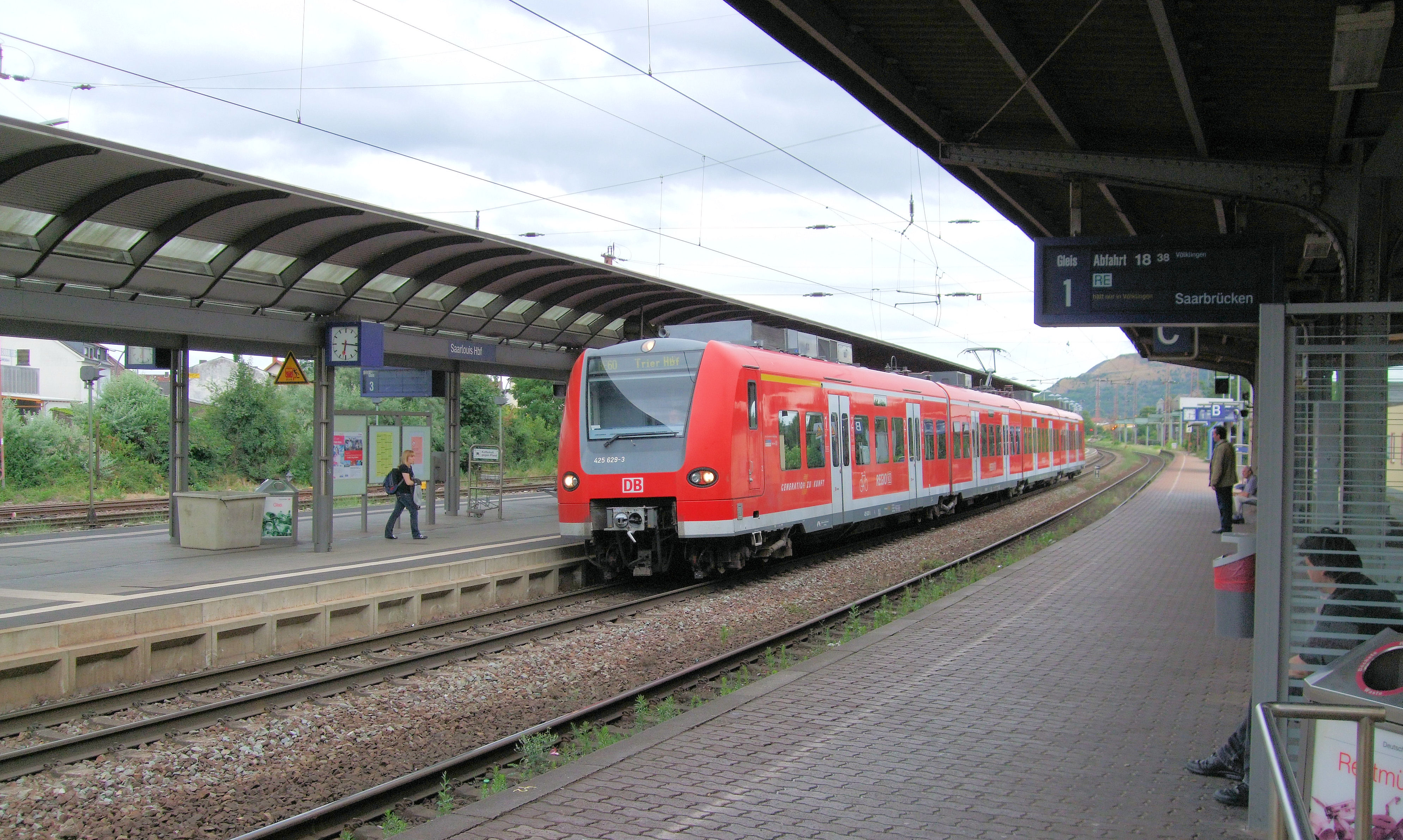
Въезд Br. 425 идущего до Трира на вторую платформу

Вокзал имеет три платформы и три грузовых пути без платформы. Путь 1 имеет длину в 314 м и высоту в 76 см, пути 2 и 3 имеют длину в 300 м и высоту в 55 см. Безбарьерный доступ возможен на всех платформах. На пути 2 и 3 можно попасть по пешеходному туннелю с лестницей и лифтом. На вокзале имеется туристический центр, перед вокзалом есть парковочные места, места для парковки велосипедов, места для стоянки такси и туалеты. В рамках программы реконструкции железнодорожных вокзалов в Сааре, которая была завершена в 2012 году, было также обновлено здание стойки регистрации. В 1967 году была введена в действие кнопочная блокировка манометрического плана.

## Обслуживание
Вокзал сейчас обслуживается только региональными поездами. 14 декабря 2014 года в расписании произошли самые большие изменения с момента введения цикла Рейнланд-Пфальц в 1994 году. С тех пор здесь действуют следующие линии:
| Линия | Обозначение линии        | Линейный курс | Такт                                                                    |
| ----- | ------------------------ | --- | ----------------------------------------------------------------------- |
| RE 1  | Зюдвест-Экспресс (SÜWEX) | Кобленц — Буллай — Виттлих — Швайх — Трир — Мерциг — Диллинген — Зарлуи — Фёльклинген — Саарбрюккен — Санкт-Ингберт — Хомбург — Ландштуль — Кайзерслаутерн — Нойштадт-ан-дер-Вайнштрасе — Людвигсхафен-ам-Райн — Мангейм | 0 60 мин. (Кобленц — Кайзерслаутерн) 120 мин (Кайзерслаутерн — Мангейм) |
| РB 70 | Саарталь-Бан             | Мерциг — Диллинген — Зарлуи — Фёльклинген — Саарбрюккен — Хомбург — Кайзерслаутерн | 0 60 мин                                                                |
| РB 71 | Саарталь-Бан             | Трир — Мерциг — Диллинген — Зарлуи — Фёльклинген — Саарбрюккен — Хомбург | 0 60 мин                                                                |

Напротив вокзала располагается автобусная остановка, откуда можно добраться до любой части Зарлуи, во Францию и в Лебах.